# 愛知電気鉄道電7形電車
愛知電気鉄道電7形電車（あいちでんきてつどうでん7がたでんしゃ）は、名古屋鉄道（名鉄）の前身の一つである愛知電気鉄道によって1926年（大正15年）に9両が製造され、会社合併により名古屋鉄道に引き継がれた、半鋼製車体を採用する鉄道車両（電車）である。また電7形の製造と同時に同形車体を備える制御車附3形が1両製造された。
形式称号は「電7形」「附3形」であるが、車両個々に付与される記号番号はそれぞれ電7形がデハ3080 - デハ3084・デハ3086 - デハ3089、附3形がサハ2020である。その後1927年（昭和2年）に実施された形式称号改定において、電7形・附3形はデハ3080形・サハ2020形と改形式され、さらに愛知電気鉄道と名岐鉄道の合併による名古屋鉄道（2代）成立後、1941年（昭和16年）に実施された一斉改番に際して、デハ3080形・サハ2020形からモ3200形・ク2020形へ改形式されている。
本項目では前掲2形式のほか、電7形の派生形式で1両が製造された全鋼製試作車のデハ3090形についても併せて記述する。

## 概要
愛知電気鉄道豊橋線（現在の名鉄名古屋本線の一部）の東岡崎 - 小坂井間 (26.1 km) 延伸開業に際し、電7形・附3形およびデハ3090形の3形式合計11両が導入された。
愛知電気鉄道が保有する電車においてはそれぞれ初採用となる半鋼製車体（電7形・附3形）および全鋼製車体（デハ3090形）を備える、車体長16 m級の2扉セミクロスシート車である。
新造以来、愛知電気鉄道豊橋線の主力車として後継形式であるデハ3300形などとともに特急・急行など優等列車運用に充当され、2扉デッキなしで座席はクロスシートという以後1970年代まで続く名鉄車両の基本形態を確立した。
電7形・附3形として落成した10両については、1935年8月1日に名岐鉄道と愛知電気鉄道の合併によって名古屋鉄道（2代）が成立した後、1941年に実施された一斉改番、および第二次世界大戦に施工された電動車化改造によって最終的に全車ともモ3200形に統合・改形式され、名古屋本線（旧愛知電気鉄道豊橋線）・常滑線を中心に新造以来約40年にわたって主力車両として運用された。
1950年代末より、名鉄では厳しい財政事情の中で安全対策と車両アコモデーションの近代化を急ぐ目的で、従来車より流用した主要機器を新設計の新造軽量構造車体と組み合わせた車体更新車3700系（2代）・3730系の新造が開始された。この際に、モ3200形10両は愛知電気鉄道や三河鉄道などが新造した木造車各形式に次いで主要機器の供出元となった。
これは同10両が前掲の木造車各形式と共通の電装品を搭載していたこと、後年の名古屋鉄道で標準仕様となった18 m級車体より約2 m短い16 m級の小型車体であったこと、さらに新造から30年以上が経過し車体が陳腐化していたことなどの事情から、モ3200形と同一仕様の主要機器を搭載するモ3300形（旧デハ3300形）やモ910形などの各形式に先んじて機器供出元に選定されたものである。
もっとも車体が陳腐化していたがモ3200形はそのまま解体処分されることはなかった。この時点の名鉄では瀬戸線などの直流600V電化の支線区を中心に、より老朽化して安全性も懸念される種々雑多な老朽小型木造車の淘汰が急務となっており、それらの代替用車両としてより安全な半鋼製車体を備え、しかも車体長が16m級で転用が容易な本形式が必要とされたためである。
そのため、モ3200形10両は1964年までに2期にわけて機器供出に伴う電装解除と台車交換が実施され、改造時期および改造内容の相違によって制御車ク2300形3両およびク2320形7両の2形式に区分の上で改形式された。
これらは改造後、当初直流1,500 V電化の各支線区で、そして1965年以降は直流600 V電化線区である瀬戸線・揖斐線・谷汲線で、それぞれ他の電動車各形式と連結して運用された。このうちク2320形へ改造された4両は新型車両による代替が実施され1997年に廃車となるまで、瀬戸線から揖斐線・谷汲線へと転用を繰り返しつつ約71年間にわたって旅客営業運転に充当された。
一方、デハ3090形として落成した1両は、前述した電7形・附3形と同様の理由によりモ3250形と改形式された。1948年に旧名岐鉄道由来の区間（通称「西部線」）における架線電圧を直流600 Vから旧愛知電気鉄道由来の区間（通称「東部線」）と同一仕様の直流1,500 Vへ昇圧する工事が完成し東西直通運転が開始されたが、1両のみ在籍のモ3250形は同時期に需要が増大した小荷物輸送に充当する目的で荷物輸送専用車に転用された。その後車体の経年劣化が著しくなったことから1953年11月に荷物電車としての専用設計車体を新製・交換し、同時にデニ2000形と形式を改め正式に荷物電車となった。その後も引き続き荷物輸送に使用されたが、1969年に廃車となっている。

## 製造経緯

### 愛知電気鉄道初の半鋼製車
1913年8月31日に現在の常滑線 神宮前 - 常滑間29.5 kmを全線開業した愛知電気鉄道は、1917年に神宮前 - 有松裏（現・有松）間9.7 kmを結ぶ有松線を開業する。
同社はこの有松線を橋頭堡とし、計画が頓挫した東海道電気鉄道から譲受した地方鉄道法に基づく路線免許を利用して、1920年代中盤に神宮前 - 吉田（現、豊橋）間62.4 kmを結ぶ高規格都市間電気鉄道線である豊橋線の建設に着手した。
愛知県の県都名古屋市と同県東部の主要都市である豊橋市とを直線主体の線形で結び、全体として鉄道省東海道本線と完全に競合する豊橋線は、本格的な都市間高速電気鉄道を目指した東海道電気鉄道の強い影響下で計画・建設された路線である。
豊橋線は東海道本線と競合することから計画当初より速達性を最重視し、100馬力級電動機を1両に4基搭載する400馬力級電動車により表定速度60 km/hでの運転を可能とすべく愛電赤坂 - 平井信号所間約8 kmを一直線とするなど全体的に直線的な線形とし、勾配は知立以東では最大16.7パーミルに設定した。使用するレールはドイツのアウグスト・ティッセン製鉄所で1924年11月に製造された75ポンドレール（現在の37 kgレール相当）を輸入・敷設、矢作橋 - 東岡崎間については軌道中心間隔を3.9 mと大きく取り、信号機として三位色灯式自動信号機を導入するなど当時としては思い切った高規格の施設を備えた、高速運転に対応する路線として建設された。
同時に愛知電気鉄道は豊橋線の輸送量増加を目的として既開業の各路線についても軌道強化による軸重上限の引き上げや複線化、そして路面電車並の直流600 Vであった架線電圧の直流1,500 Vへの昇圧を段階的かつ積極的に実施した。軌道強化や複線化は高速運転・輸送能力増強の双方に資する設備投資であり、また架線電圧の昇圧には、同じ電力消費量でも電流量を低く抑えられるためジュール熱による損失を低減できて効率が良く、さらに大出力化や将来の長大編成化に好適という都市間高速電気鉄道では無視できないメリットがあった。
この架線電圧の昇圧にあたっては変電所などの地上施設の機器交換・改修に加え、車両の電装品も直流1,500 V対応とする必要があった。そのため愛知電気鉄道は直流600 Vと直流1,500 Vの2電圧に対応し、高回転仕様の電動機を主電動機として搭載した木造16 m級新型電車の電6形を設計、既設各線の昇圧に先立ち1924年より投入開始していた。
この電6形は全通後の豊橋線での運用に十分な走行性能を備えていたが、小刻みに部分開業を繰り返して段階的に東上してきた豊橋線が小坂井に到達する1926年頃には、日本の鉄道車両において重大な転機の一つとなった車体構造の木製から鋼製への移行が始まっていた。
電6形の車体はシングルルーフ構造の採用など木造車としては設計時点での最新流行を取り入れた設計であったが、木造車体は鋼製車体と比較すると高速運転時における車体への負担が大きくまた車体の腐朽が速いこと、そして事故発生時の車体強度が不足することが問題となっていた。
そのため1926年4月1日に豊橋線全体の半分近くにあたる東岡崎 - 小坂井間26.1 kmの一挙開業に備えて準備された新造車については、車体を半鋼製または全鋼製とすることになった。そこでこれらの新造車は、機器面では良好な成績を残していた電6形の仕様を踏襲しつつ新機軸である半鋼製車体を愛知電気鉄道の車両としては最初に取り入れ、さらに接客設備面でも座席を長時間の乗車に適したセミクロスシート配置とした画期的な新型車として設計された。こうして豊橋線小坂井延長開業に備えて愛知電気鉄道により新造されたのが電7形9両と附3形1両よりなる、合計10両の半鋼製16 m級車体を備える車両群である。

### 全鋼製試作車
また、これら電7形・附3形とは別に、全鋼製車体を備えるデハ3090形1両がこれら2形式よりやや遅れて製造された。

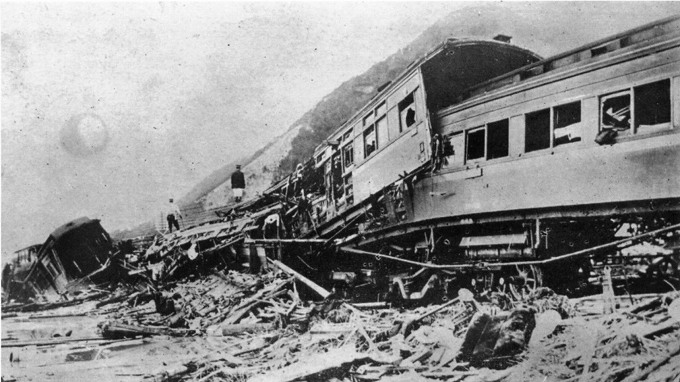
（参考）山陽本線特急列車脱線事故の被害状況。客車の車体が木製であったため、脱線時に大破し被害を拡大した。

デハ3090形製造の前年にあたる1925年11月に川崎造船所が阪神急行電鉄向けとして日本初の全鋼製車体510号を試作、翌1926年より600形として量産を開始していた。全鋼製車体は構体のほぼ全てを鋼製とし、従来の屋根や内装に木材を使用する半鋼製車と比較してより強固で安全性が高いとされた。実際にも、試作車510号は就役わずか1年たらずの1926年10月14日に三重衝突事故に遭遇したが事故の規模に比して被害は最小限で食い止められた。この事故の顛末や1926年9月に発生した山陽本線特急列車脱線事故で木造客車が脱線大破し多数の犠牲者を出したこと、それに1923年の関東大震災の際に多数の木造客車が焼失したことなどから、脱線事故の当事者である鉄道省は1927年度予算で製作される新車より電車と客車の鋼製車への全面切替を決定した。このため車両メーカー・私鉄の各社も鋼製車に対し非常に強い関心を示すようになっており、510号の事故の結果を踏まえて以後の新車を全て全鋼製とする方針を定めた阪神急行電鉄を筆頭に、1926年頃から全鋼製・半鋼製の車両を導入する社局が急増した。
この時期、愛知電気鉄道沿線に本店工場を置いていた日本車輌製造は、半鋼製車も全鋼製車も日本初のタイトルこそ川崎造船所の後塵を拝し得られなかったものの、半鋼製車の日本における始祖となった神戸市電気局G形の設計製造や鉄道省初の半鋼製車となったデハ73200形電車の試作では川崎造船所とその設計製造を分け合っていたほど当時の最新技術たる鋼製車設計製造技術の導入に貪欲に取り組んでいた。
同社ではこの時期に本店で製作課長を務めていた長屋富吉を含め社員2名が順次渡米して鋼製車設計製造にかかる最新技術の習得にあたっており、その他鋼製車の防錆塗装法として日本国内に広く普及した「NGY式防錆塗装法」を独自開発するなど、第二次世界大戦前の日本における鋼製鉄道車両の開発において一連の動きをリードし基礎を確立した最先端メーカーの1つとなっていた。
こうしたより安全な車両を求める社会的な要請を背景とする技術的な潮流の中で、日本車輌製造本店は1926年に合計4両の全鋼製車両を試作した。

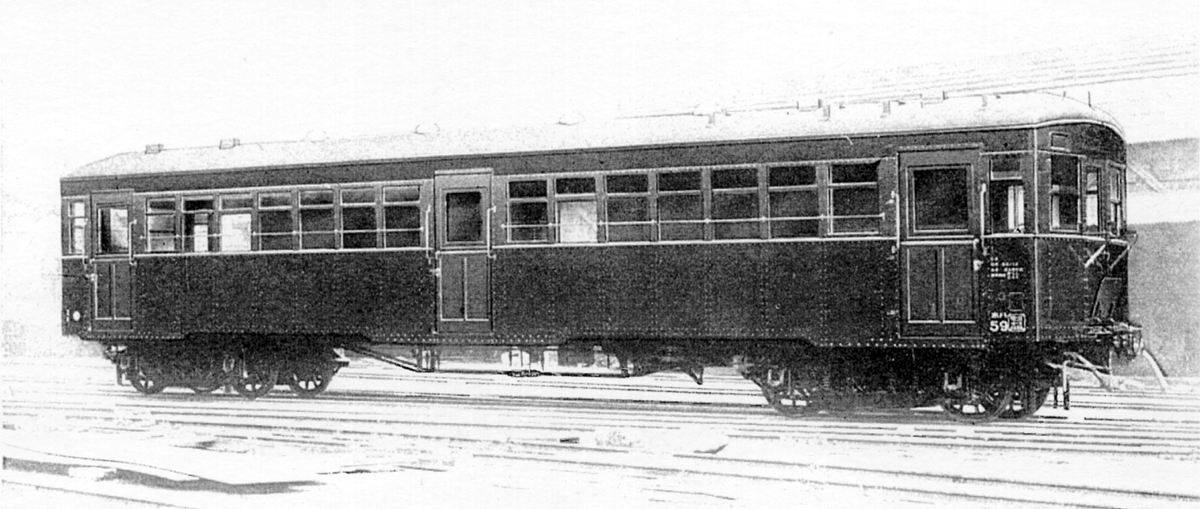
（参考）東武鉄道ホハ12形ホハ59 日本車輌製造初の全鋼製車。

1926年に日本車輌製造が試作した全鋼製車両の第一陣となったのは1926年11月に東武鉄道へ納入されたホハ12形ホハ59・60であった。これは地域的に東京支店の担当であった東武鉄道向けとしては例外的に名古屋の本店で製造されたものである。これら2両の車体形態は3扉デッキなしの電車形であった。だがこれらは形式称号の記号が示すように動力装置を備えない客車、それも真空ブレーキや蒸気暖房装置を搭載し蒸気機関車に牽引されるのが前提で計画され、床下に木造車の名残であるトラス棒を備えた過渡的な機能・構造の車両であった。
これら2両に続いて設計・製造されたのは様式も性能も異なる2両の電動客車であった。
1両は同年12月の元号が昭和に改元された直後に竣工した渥美電鉄デテハ1001で、これは併用軌道である市内線への直通運転を考慮して客用扉下部に折りたたみ式ステップを取り付け集電装置としてトロリーポールを備える、小型の郊外用電車である。
そして残る1両、東武ホハ12形落成から約1ヶ月後の1926年12月に完成したこのデハ3090こそが、日本車輌製造として最初の本格的都市間高速電気鉄道向け全鋼製電動客車であった。
なお、このデハ3090は愛知電気鉄道およびその後身である名古屋鉄道の社内において、メーカーである日本車輌製造が自主的に試作した車両を無償提供されたものと長年伝えられていた。さらにそのような導入経緯に加え、前述の通り竣工時期が年末押し迫った時期となったためか、本車は愛知電気鉄道および名古屋鉄道の社内において「お歳暮電車」と呼ばれていたとされる。

## 形式
名古屋市の日本車輌製造本店で1926年3月にまず以下の10両が製造された。
- 電7形

デハ3080 - デハ3084・デハ3086 - デハ3089
制御電動車(Mc)。
- 附3形

サハ2020
制御車(Tc)。
電7形では上記の通り記号番号デハ3085を欠番としているが、これは過去の経緯から末尾が「5」となる車両番号を忌避する愛知電気鉄道の慣習に従ったものである。また附3形の「附」および「サ」はいずれも一般には運転台を備えない付随車に用いられる称号および記号であるが、愛知電気鉄道ではこれらを運転台付きの制御車を表すのに用いた。
さらに前述の通り全鋼製車体を備える試作車として、以下の1両が同じく日本車輌製造本店で1926年12月に製造された。
- デハ3090形

デハ3090
制御電動車(Mc)。

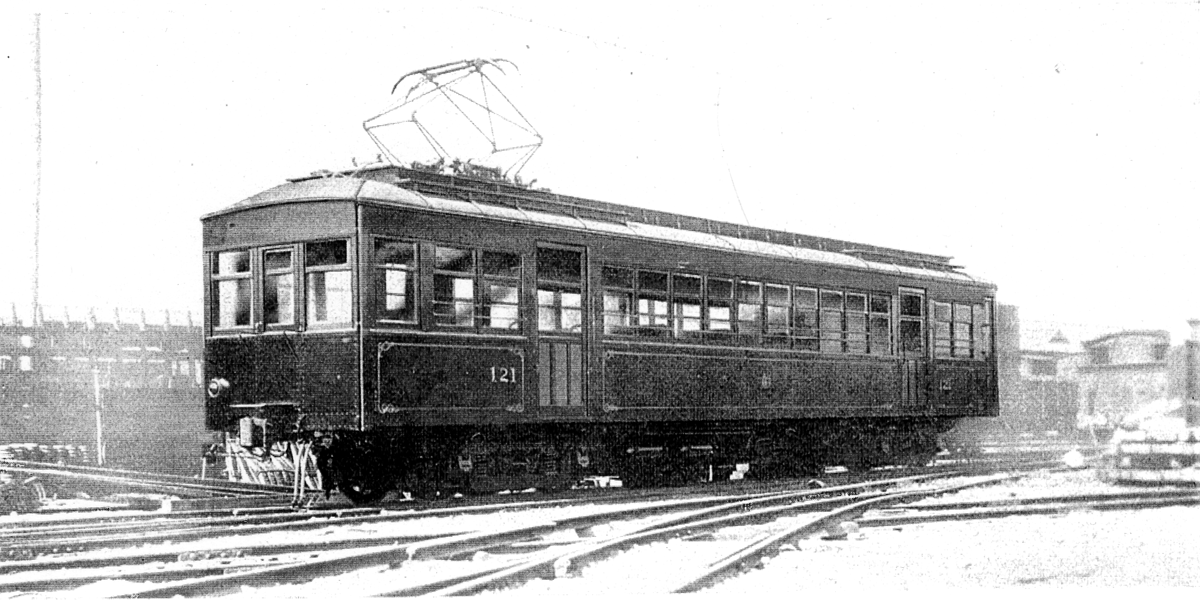
（参考）伊勢電気鉄道デハ121形デハ121
電7形と同一設計の車体を備える同系車。
（完成時撮影のメーカーカタログ写真）

なお電7形・附3形については当初12両が発注され中途で2両がキャンセルされたとの説があり、実際にも電7形とほぼ同一設計の車体を備えるデハ121形デハ121・デハ122が近隣の伊勢電気鉄道に在籍した。ただしこのデハ121形は電化前の伊勢鉄道が1925年4月14日に半鋼製付随車として日本車輌製造本店に発注、同年5月5日に半鋼製電動客車へ契約が変更され、伊勢電気鉄道本線の電化開業を目前に控えた翌1926年11月に竣工するという経過を辿っており、その契約時期から愛知電気鉄道からの注文流れであった可能性は低い。

## 車体
電7形・附3形とデハ3090形では構造・寸法とも大きく異なるため個別に記述する。

### 電7形・附3形
愛知電気鉄道としては初採用となる、リベット組み立ての鋼製車体に木製の内装や屋根を組み合わせた、いわゆる半鋼製車である。
外板は1/16インチ(1.5875 mm)厚の軟鋼板を使用し、柱はU字断面の鋼材を組み合わせ、床板は木材を敷き詰めている。メーカーカタログでは車体重量12.3 t、名鉄時代の公称自重は31.50 tとされ、同時代の16 m級半鋼製車としては比較的軽量にまとまっている。
なお、電7形同系車である伊勢電気鉄道デハ121形は搭載機器の相違からか、メーカー実測自重が33.4 t、公称自重が29.5tとなっている。
最大寸法は全高4,167 mm・全幅2,641 mm・全長16,888 mmで、運転台は前後車端部の妻面向かって右側にそれぞれ設置する。側面の窓配置は1 2 D (1) 8 (1) D 2 d（d：乗務員扉、D：客用扉、(1)：戸袋窓）で、運転台側には乗務員扉が無く、車掌台側のみ433 mm幅の狭い引戸による乗務員扉を設置するという珍しいレイアウトとなっている。戸袋窓を含め全て710 mm幅に揃えられた各側窓の上下にはそれぞれウィンドウヘッダー・ウィンドウシルと呼ばれる補強帯が露出して取り付けられており、1,016 mm幅の片引式客用扉は低いプラットホームに対応するため、扉下部に乗降用ステップを内装している。なお、客用扉はドアエンジンを備えず手で開閉する手動扉である。
台枠は主に形鋼によって構成されている。背骨にあたる中梁をほぼ車体全長にわたって貫通させ、これと直交するように置かれた横梁をつなぎ板で結合し、各横梁の端部をつなぐ側梁を車体側板との接合部付近に渡している。このため同時期の鋼製車で広く採用されていた、強固で台枠中央部の垂下に強いがその重量が過大気味になる魚腹台枠は採用されていない。
妻面は平妻形状とし中央に貫通扉を設けた3枚窓構成で、窓下にウィンドウシル、窓上に細いウィンドウヘッダーがそれぞれ取り付けられているのは側面と同様である。窓は客用扉・戸袋窓・妻窓を含め高さ中央付近に中桟を入れた、あるいは2段上昇式として高さ中央付近で2分割した、いわゆる2段窓で統一されている。ただし運転台脇の側窓に限っては下段を下降式としている。また客室部の側窓は戸袋窓を含め、下段下部に転落防止用の保護棒が2本取り付けられている。
前照灯は同時代の一般的な路面電車と同様に、白熱電球を収めた取り付け式の筒型灯具を1組、貫通扉窓下の専用金具に引っかけて装着・固定する構造となっており、標識灯もこの時代の私鉄電車の一般的な仕様に従い妻面の車掌台側妻窓下に1灯のみ備える。
屋根は屋根高さ3,625 mmの浅いシングルルーフで、後継のデハ3300形（屋根高さ3,700 mm）より75 mm低く後年編成を組んだ知多鉄道デハ910形（屋根高さ3,713 mm）より88 mm低い。また後述するデハ3090形は屋根高さ3,620 mmと電7形よりさらに5 mm低い。
屋根上にはほぼ全長に渡って2列の歩み板（ランボード）が設置されており、車体の両端部には枕木方向にも各1列のランボードが設置されている。このため、パンタグラフはこのランボードに三方を囲まれるようにして、一方の台車心皿中心と集電舟の中心を一致させて設置されている。さらにこのパンタグラフの両側面に各1列ずつ小型のランボードが設置され、パンタグラフの無い側の車端部にも同様に小型のランボードが設置されて対称配置とされており、2基目のパンタグラフを搭載するためのパンタ台も設置されている。ただし電7形においては図面上でも完成した実車でも2基目のパンタグラフは搭載しておらず、また附3形については屋根上ランボードの配置は電7形と共通ながらパンタグラフは搭載していない。通風器はガーランド式で左右のランボードの下に等間隔で設置されている。
客室は客用扉間の中央部側窓6枚分に24名分の対面配置固定クロスシートを備え、その前後の客用扉を挟んだ前後2枚ずつの側窓に該当する部分にロングシートを設置、ロングシートおよび客用扉部分の床面に主電動機点検用のトラップドアと呼ばれる点検蓋を設ける。固定クロスシート部の背摺面間間隔は1,414 mm、各座席の奥行きは457 mmで、ロングシートも座席奥行き482 mmとなっており、メーカーカタログにおいても「特ニ座席ヲ（クロスシート）トシテ乗客ノ乗心地良キ様製作セリ」と座席の乗り心地の良さを強調している。天井は中央部のみ一段高くなった浅いモニター屋根構造で、電6形以前の木造車の構造設計をそのまま踏襲した。室内灯は電6形と同様に白熱電球を収めた灯具を等間隔に6基を天井の中央に配置し、これらの灯具は通風器の通気口と一体構造としている。つり革は両端のロングシート部分にのみ設置されている。1両あたりの車両定員は120名、座席定員は50名を公称する。
塗装は愛知電気鉄道標準のマルーンを基調として、四囲に装飾を施している。

### デハ3090形

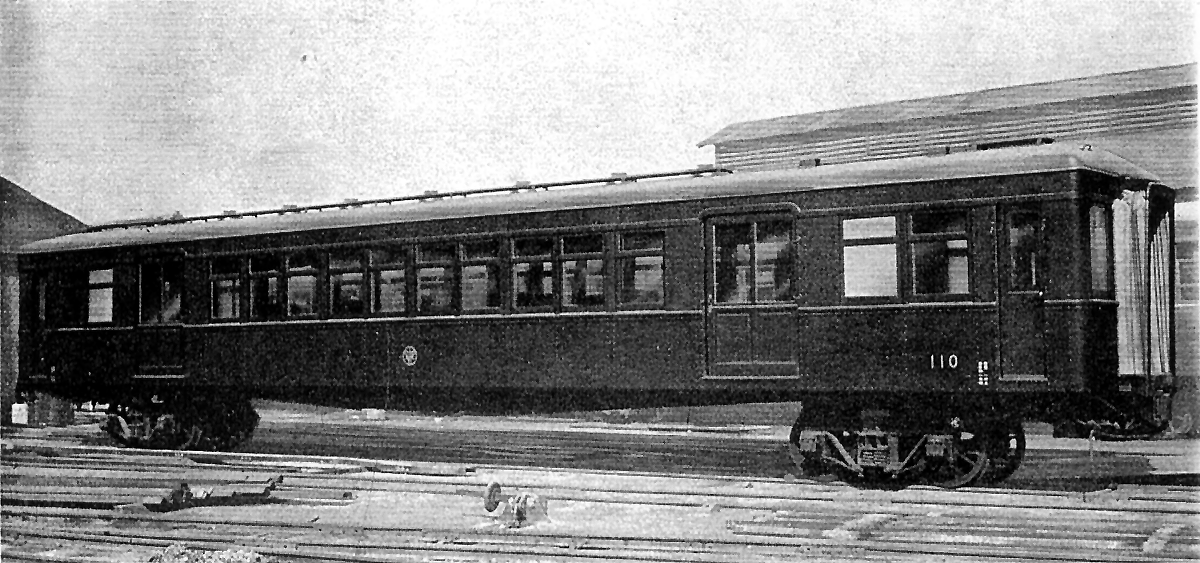
（参考）新京阪鉄道P-6形110
愛知電気鉄道豊橋線を大きく上回る高規格路線として建設された新京阪鉄道新京阪線の主力車であるP-6形の初期製作グループ。デハ3090形の完成直後に設計製作された全鋼製車で、車体構造・デザイン共に同形式との共通点が多い。
（車体完成時撮影のメーカーカタログ写真）

全高4,122 mm・全幅2,615 mm・全長16,682.2 mm・車体長15,850 mm・側窓幅700 mm・客用扉幅1,020 mmと電7形の基本的なレイアウトは踏襲するものの、同形式と比較して車体長と客用扉幅以外の各部寸法が若干縮小されている。
外板は3/32インチ(2.38125 mm)厚の軟鋼板で電7形のそれに比して厚さが1.5倍となっており、柱はU字断面の鋼材を組み合わせて使用、また全鋼製と言いながら床は木床となっている。全鋼製車体でしかも外板の厚さを増したにもかかわらず自重はメーカー公表値で32.5 tとなっており、電7形と同型の車体を備える伊勢電気鉄道デハ121形が同じくメーカー公表値で33.4 tとしていることから、機器の相違はあるにしても同クラスの半鋼製車よりも軽く作れたことになる。なお、電7形はメーカーカタログに自重記載が無く車体重量のみ掲載されているが、名古屋鉄道成立後の電動車時代の公称自重でさえ31.5 tで、伊勢電気鉄道デハ121形の公称値よりも2 t重くなっていることから、電7形の新造時実測自重はデハ3090やデハ121形よりも重かった可能性が高い。
窓配置は電7形と同じ1 2 D (1) 8 (1) D 2 d（d：乗務員扉、D：客用扉、(1)：戸袋窓）で座席配置や運転台の配置も電7形のそれと同様であるが、向かい合わせの固定クロスシート1ボックス分の線路方向の寸法が電7形が710 mm（側窓）×2+64 mm（窓柱）×2=1,548 mmであったのに対し本形式では700 mm（窓幅）×2+80 mm（窓柱）×2=1,560 mmとしてある。
また電7形では扉間が約1,840 mmでほぼ等間隔となっていた台枠横梁の中心間隔が、本形式では1,700 mm・1,413 mm・1,382 mm・1,700 mmと車体中央部の横梁が不自然な間隔になっている。ただし電7形と比較して枕梁を大型化するなど構造的に強化されている部分はあるものの、魚腹台枠ではなく設計当時最新の形鋼通し台枠の採用を踏襲している。
車体外観の形状面でも若干の相違が見受けられ、妻面は電7形で緩く円弧を描いていた屋根雨樋が本形式では一直線となり、翌1927年に日本車輌製造がその一部の製作を担当することになる、19 m級全鋼製大型高速電車である新京阪鉄道P-6形のP-6A形と呼ばれる初期グループと共通する、電7形にも増してスクエアあるいはキュービックな印象が強調されたエクステリアデザインとなっている。また運転台側窓は1枚窓へ変更、客用扉下部の乗降用内装ステップが廃止され、これに伴い下部ドアレールが床面高さまで取り付け位置を引き上げられている。
前照灯は製作に当たって新造時に作成された図面（図面番号 外 イ 1032）では屋根中央に前照灯を取り付ける構造が示されていたが完成した実車の写真では当該図面掲載の前照灯取り付け用台座が屋根上に存在せず、貫通扉に前照灯灯具固定用の金具が取り付けられており、電7形と同様に貫通扉に前照灯灯具を取り付けて使用されたことが確認できる。
| （参考）一畑電気鉄道デハニ52（旧クハ3形クハ4：1928年製）車内。電7形・附3形と同様に天井が段差のあるモニター屋根となっている。 |  | （参考）一畑電気鉄道デハニ53（1929年製）車内。デハ3090と同様に天井が丸屋根となっている。 |
| （参考）一畑電気鉄道デハニ52（旧クハ3形クハ4：1928年製）車内。電7形・附3形と同様に天井が段差のあるモニター屋根となっている。 |  | （参考）一畑電気鉄道デハニ53（1929年製）車内。デハ3090と同様に天井が丸屋根となっている。 |

屋根構造は木造車時代のそれを踏襲していた電7形と比較して大幅に簡素化されており、室内天井部は段差のない丸屋根構造となった。
同時期の日本車輛製造本店製地方私鉄向け電車では、例えば1928年製の一畑電気鉄道デハ1形およびクハ3形が電7形と同じ段差のあるモニター屋根構造、翌1929年製のデハニ50形が同様の基本設計ながら丸屋根構造の天井となっている。一畑以外の他社向けの実績においても日本車輛製造本店における鋼製車の天井設計が概ね1928年から1929年にかけての時期に集中して丸屋根構造に変更されており、デハ3090（および渥美電鉄デテハ1001）での丸屋根構造の採用が他に1年以上先んじた試作要素の強いものであったことが確認できる。
通風器は電7形と同様にガーランド式のものを設置するが、電7形のそれと比較して大型の通風器が左右に6基ずつ2列で計12基設置されている。また電7形で特徴的だったランボードは本形式ではパンタグラフ部を除く屋根中央に3枚並べたものを1組にして1列、パンタグラフの両脇に各1列と簡素化された。続くデハ3300形以降では通風器配置の変更に伴いパンタ部以外のランボードの2列化を実施されたものの、室内天井部の構成などは概ね本形式の設計が踏襲されている。
車体幅がやや縮小されたものの、公称定員は120名、座席定員50名で電7形と共通の値とされている。

## 主要機器
愛知電気鉄道初の直流1,500 V電化対応車となった電6形の電装品を踏襲採用したため、主要電装品は愛知電気鉄道では電5形より採用が始まった、アメリカのウェスティングハウス・エレクトリック (WH) 社が開発した製品で揃えられている。これらの機器を搭載した車両群は搭載されたWH社製単位スイッチ式手動加速制御器の名称 (HL:Hand acceleration , Line voltage) から名古屋鉄道社内でHL車と通称された。これらは、名岐鉄道デボ800形（1934年）に始まり、より高度かつ高機能な電動カム軸式自動加速制御器とより強力な電動機を搭載する通称AL車 (AL:Automatic acceleration , Line voltage) と並んで名古屋鉄道の在籍車両を二分する一大勢力を形成した。
なお、名古屋鉄道で鉄道部長を務めた清水武は愛知電気鉄道におけるこうしたHL制御器の大量採用について、同社が日本国内の鉄道会社としては早い時期に架線電圧を直流1,500Vへ昇圧することを検討していたとし、この制御器がその機構的な特徴から他の各方式と比較して導入当時の技術水準でも高電圧対応化が容易であったことをその採用理由に挙げている。
第二次世界大戦後に名鉄でSR車 (Super Romance Car) と呼ばれるカルダン駆動で発電ブレーキ付多段制御器を搭載する高性能車が開発・実用化された後、大出力の電動機を搭載するAL車がなおも最大8両編成を組んで特急や高速などの優等列車に充当され続ける一方で、モ3200・3250形を含むHL車は主電動機性能から低出力・低速度であったことや制御器の相違からAL車と総括制御できず共通運用が組めないといった事情で、徐々に2線級扱いされるようになっていった。
本形式新造当時の日本国内においては、東洋電機製造の設立（1919年）、日立製作所の分離独立（1920年）、そして三菱電機の分離独立（1921年）、とその後の日本の鉄道車両製造に重要な役割を果たすことになる電機メーカーの設立が相次ぎ主要電気機器の国産化が本格化しつつあった。空気ブレーキシステムも1930年代までには国産化され、台車についても1920年代中盤には国産品の供給が一般化していた。また国鉄でも本形式と同じ1926年製造のモハ30形以降、メーカー各社の共同設計による国産機器の全面採用に踏み切っていた。従って本形式が製作された時期には日本国外からの輸入機器の採用実績は大幅に減少しており、この時期以降日米開戦までの間に日本に輸入された電車用機器は、当時のアメリカにおける最新設計による製品のサンプル導入としての性格を備えたものに概ね限定されることとなった。
そうした情勢下で鉄道先進国アメリカから輸入された本形式の主要機器とその設計は、愛知電気鉄道社内のみに留まらず以後日本の車両・機器メーカー各社の私鉄向け電車にも重大な影響を及ぼした。特に電7形・附3形およびデハ3090形用として輸入された11両分の台車は日本に来着したボールドウィンA形台車としては最終グループであり、車体を製作した日本車輌製造がD形台車としてこれをデッドコピー製造した製品が第二次世界大戦後まで多数製作され、さらに日本国内の別メーカーによる同等品や鉄道会社の直営工場などによる孫コピー製造品も多く流通した。
このようにして、本形式のボールドウィンA形台車は同じ愛知電気鉄道が1928年にデハ3600形3601 - 3603用として輸入したA形の大荷重対応版であるAA形台車と共に、鉄道車両用台車の調査研究で著名な鉄道研究家の吉雄永春が「その後のわが国の台車の礎となった台車です」と評するほどの大きな影響を残した。

### 電装品
主電動機はWH社製直流直巻整流子電動機のWH-556-J6（端子電圧750 V時1時間定格出力74.6 kW、定格電流115A、定格回転数985 rpm）を各台車に2基ずつ吊り掛け式で装架する。歯数比は67:22≒3.045である。
WH-556-J6は、先行する電6形や後続のデハ3300形にも採用された機種で、定格回転数900 rpm以下の低定格回転数かつ強トルク特性の電動機が一般的であったこの時代の量産電車用電動機としては異例の高定格回転数特性の電動機である。このWH-556-J6は、愛知電気鉄道や同社傍系の知多鉄道以外では大阪鉄道・西武鉄道・武蔵野鉄道・東武鉄道・信濃鉄道・長野電鉄、と比較的平坦な線形の直流1,500 V電化路線を中心として、主にWH社製制御器とセットで導入された。定格出力はやや低めであるが高速走行時の特性に優れた、この時代の日本を代表する電車用輸入電動機の1つである。
電7形の設計当時に量産されていた国鉄の電車用制式電動機は、国内メーカー各社の合同設計によりその後長く国鉄制式電車用電動機の基本となったMT15（1926年設計）であるが、この電動機で定格回転数653 rpm、国鉄最後の量産電車用吊り掛け式電動機となったMT40Bでも定格回転数870 rpmであり、国鉄制式の電車用吊り掛け式電動機では定格回転数が900 rpmを超える量産機種は存在しない。私鉄向けでも900 rpmを超える定格回転数の電車用主電動機が日本のメーカー各社で一般に量産されるようになるのは、1930年代に入り東京横浜電鉄および目黒蒲田電鉄向けモハ510形用日立製作所HS267（端子電圧750 V時1時間定格出力94 kW、定格回転数1,000 rpm：1931年設計）や名岐鉄道デボ800形用東洋電機製造TDK-528/5F（端子電圧600 V時1時間定格出力94 kW、定格回転数950 rpm：1934年設計）などが設計製作されるのを待つ必要があった。
電7形が製作された1920年代中盤の時点では、主回路の直並列切り替えや抵抗制御を行う通常の制御器とは別に、主電動機の界磁の途中にタップを立て、界磁接触器と呼ばれるスイッチ装置を介して界磁を一部バイパスすることで界磁を弱め、高速回転時に大きな出力を得ることを可能とする弱め界磁制御の導入は一般的ではなかった。それゆえこの時代の電車においては主電動機の全界磁定格回転数と駆動装置の歯数比、それに車輪径の3つの要素が最高運転速度を決定する主な要因であった。同時代の一般的な電車用電動機に比して特に定格回転数が高く、しかも高回転域まで良く伸びる優れた出力特性を備えていたこのWH-556-J6は名古屋鉄道では後年、3700系や3730系、それに3780系に電7形およびデハ3090形と同じ歯数比3.045の設定にて転用搭載され、最後まで弱め界磁制御機能を付加されないまま、本線・支線系統の普通列車から支線特急まで名古屋鉄道の直流1,500 V電化線区のほぼ全線区において、1996年まで多数が使用され続けた。
制御器は、WH社が開発したHL276-G6と称する単位スイッチ式手動加速制御器を搭載する。この制御器は電車線からの電力を抵抗器で電圧降下させて低電圧の制御電源とするシンプルな電源回路構成であるため、補助電源として電動発電機は特に必要としない。もっとも、この種の単位スイッチ式制御器は主回路を構成する抵抗器群の短絡に必要なスイッチのオンオフ動作に圧縮空気を用いてピストンを伸縮させ、それにより接触器を開閉させる空気単位接触器を複数用いるため、空気ブレーキと同様に電動空気圧縮機からの圧縮空気供給が必要となる。この空気単位接触器による主回路スイッチ群構成は、高電圧でのスイッチ開閉において高速で遊間距離をとれるという直流600V電化から直流1,500V電化への移行にあたって重要なメリットを備えていた。さらに単位スイッチ式制御器は、以後の電車用抵抗制御器で主流となった空気圧や油圧、あるいは電動など何らかの動力によりカムを取り付けた軸を回転させてカムの接触によりスイッチ開閉を行うカム軸制御器と比較して、容積や重量がかさばり保守に手間がかかる反面、カム軸の過回転などによるスイッチの接触不良が原理的に起きず動作が確実で故障が少ないという利点もあった。
なお、戦後の諸元表では運転台設置の主幹制御器の形式がWH社製WH-15Dを日本国内でライセンス生産した三菱電機MB-15Dであったとされる。
集電装置は大型で2本の集電舟を備えるWH社製S-514-A菱枠パンタグラフを1基、横型碍子支持で搭載する。

### 機械装置
台車はJ.G.ブリル社製の鍛造釣り合い梁式台車であるBrill 27MCB-2を装着した電6形とは異なり、同じく釣り合い梁式ではあるが形鋼組み立て構造で両抱き式基礎ブレーキ装置への対応が容易なBLW社製ボールドウィン84-27-Aを装着する。
もっとも、この台車は製作当時の最新仕様であるDepressed形と称するU字形状の釣り合い梁を備えていたものの、基礎ブレーキ装置はこの種の高速電車用としては珍しく当初車輪の一方からのみブレーキシューを押し付ける片押し式踏面ブレーキであった。
このボールドウィン84-27-Aは日本に来着したボールドウィンA形としては最後に輸入されたもので、前述の通り日本車輌製造D形台車をはじめ日本の車両・台車メーカー各社が模倣し大量生産されたこの種の釣り合い梁式台車のスケッチ元となった機種でもある。
車輪径は864 mm（2フィート10インチ：タイヤ新品時の公称値）、軸距はこの時期の電車用台車としては標準的な2,134 mm（7フィート）で、この台車の型番に含まれる「84-27-A」の「84」は84インチ=7フィート、即ちこの軸距の値を示す。また、続く「27」は1台あたり27×1,000=27,000ポンド≒12.2 tの心皿荷重に耐える設計であることを示す。
ブレーキ装置は、連結運転用の自動空気ブレーキと単車運転用で応答性の良い直通ブレーキの2種のブレーキを切り替え可能なM（AMM）自動直通ブレーキを採用する。各運転台のブレーキ制御弁はこの切り替えにコック操作で対応するWABCO M-24-C、床下のブレーキ弁は同じくWABCO M-2-Bで、ブレーキシステムおよびHL制御器に空気圧を供給する電動空気圧縮機はWH社製DH-25を搭載する。
連結器は新造時より鉄道省制式の下作用式基本自動連結器（並形自動連結器）を装着する。これについてメーカーカタログでは、「連結運轉ニハ鐵道省基本自働聯結器ヲ取付タリ」と特記している。なお、戦後の諸元表ではモ3200形は全車とも並形自動連結器に代えて輸入品のシャロン式下作用式自動連結器を装着したとされるが、その交換時期および交換経緯は明らかではない。

## 運用

### 豊橋線・名古屋本線時代

#### 1948年まで
電7形・附3形は豊橋線の小坂井到達直前に竣工後、1926年4月1日の神宮前 ― 豊川間直通運転開始時に運用を開始し、予定通り1927年6月1日に豊橋線神宮前 - 吉田間が全通した際には両ターミナル間を結ぶ特急と急行に電6形などと共通運用され、日本における長距離高速電車のトップグループとなった。
豊橋線では神宮前 - 吉田間を直通する急行は1時間間隔で運行され、そのうちの1往復を速達列車として特急とした。特急は神宮前 - 吉田間62.4 kmを63分、急行は72分で結び、その表定速度はそれぞれ59 km/h・52 km/hとなった。これらはその運行開始前の時点で日本最速であった阪神急行電鉄（現：阪急電鉄）神戸線各駅停車の51 km/hを抜く高速運転であった。
電7形を筆頭とする出力400馬力（74.6 kW≒100馬力）の電動車各形式の導入によって速達化を実現した豊橋線の全通は、名古屋・岡崎・豊橋の沿線主要3都市間を結ぶ交通事情に大きな変化をもたらした。特に従来は三河鉄道線を利用して一旦刈谷まで出て、そこで東海道本線へ乗り換える遠回りなルートを経由せねばならなかった知立周辺の利用者にとっては、同駅から名古屋や豊橋と直結する豊橋線のもたらした速達効果は絶大であった。
なお、1927年11月18日届出にて施行された形式称号改定において、電7形・附3形は以下のとおり新形式称号の付与が実施された。
電7形 → デハ3080形
附3形 → サハ2020形
これは愛電が保有する全形式を対象として、形式称号を従来の「電○形」「附○形」から初号車の記号番号をそのまま形式称号とするよう改定したもので、以降愛電において「電○形」「附○形」の形式称号は用いられなくなった。

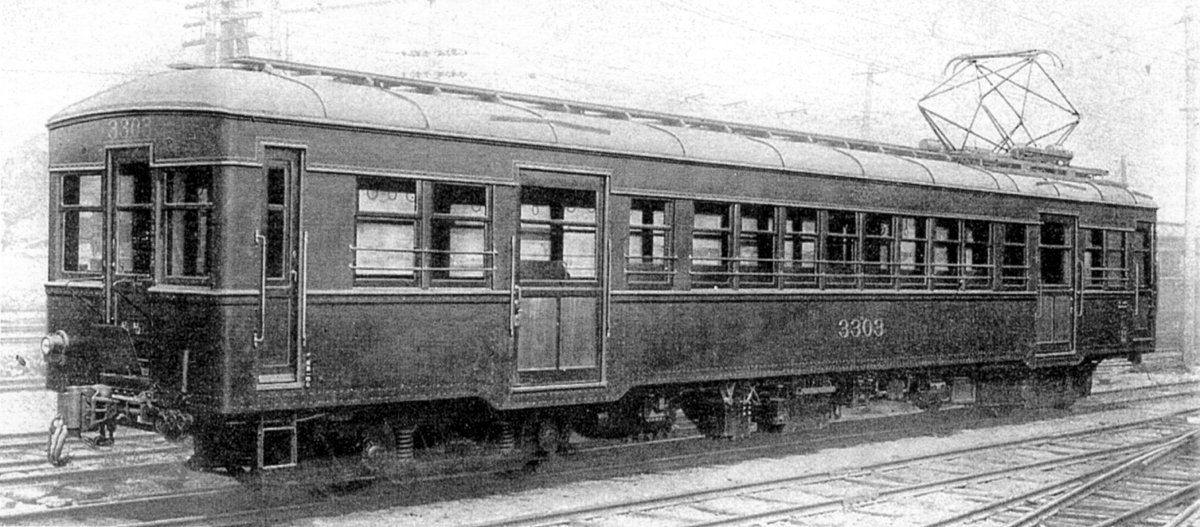
（参考）愛知電気鉄道デハ3300形デハ3303
電7形の後継形式。車体が2m延長されるなど大型化し、台車もこれに伴い強化されたが、電装品やブレーキシステムは共通で制御シーケンスに相互互換性があったため、長らく共通運用された。

1928年にはデハ3300形を筆頭とする半鋼製18 m車グループがデハ3080形・サハ2020形の増備車として運用を開始した。同グループは車体寸法は拡大されたものの主電動機や制御器、ブレーキシステムといった主要機器がデハ3080形とほぼ共通で、デハ3080形やデハ3090形とは当然に総括制御が可能であった。このため同グループ各形式は車体サイズの相違から収容力に差があったもののデハ3080形やデハ3090形のグループと混用され、急行などの営業列車で併結運転も実施されている。
その後、愛知電気鉄道は堀田 - 笠寺間の複線化工事完成により1930年9月1日に運転開始した超特急「あさひ」で神宮前 - 吉田間の所要時間を57分（表定速度65.7 km/h）に短縮した。
もっとも、同年10月1日に運転開始された京阪電気鉄道新京阪線のP-6形による超特急が天神橋 - 西院（仮）間を34分30秒で結んで表定速度67.4 km/hを達成、同日付で阪和電気鉄道も全線開業以来2回目のスピードアップを実施して阪和天王寺 - 東和歌山間61.2 kmをノンストップで結ぶ特急により所要48分（表定速度76.5 km/h）を達成したため、愛知電気鉄道がデハ3080形などによって達成し保持していた高速運転の日本記録は3年で、超特急「あさひ」の速度記録に至っては運転開始後僅か1ヶ月でそれも10km/h以上の大差を付ける形で更新され、以後愛知電気鉄道豊橋線（現在の名鉄名古屋本線の一部）が日本国内における電気鉄道速度記録の舞台となることはなくなった。なお戦前の日本内地で最速列車のレコードホルダーとなったのは、阪和電気鉄道の「超特急」（1933年12月20日運転開始。阪和天王寺 - 東和歌山間61.2 kmを途中無停車にて45分（表定速度81.6 km/h）で走破）で、この記録は戦後10年以上経って国鉄の特急「こだま」によって破られるまで保持された。
ただし、京阪電気鉄道新京阪線も阪和電気鉄道も共に豊橋線と同様に速達性を最優先し、建設時点で最新かつ最重量級の100 ポンドレール（現在の50 kgレール相当）を敷設するなど同時代の国鉄特甲線に匹敵する施設を備え、かつ直線主体の良好な線形で計画・建設された、豊橋線を上回る高規格路線であった。しかも両線ともに1基あたりWH-556-J6の2倍に当たる200馬力（≒149.2 kW）の高出力電動機を4基搭載する強力な800馬力電動車であるP-6形（新京阪線：製造初年1927年）・モタ300形・モヨ100形（阪和電気鉄道：製造初年1929年）を新造し、それらのノンストップ運転により記録を達成している。このことから、建設時の最高規格・技術で豊橋線が建設されてからわずか数年で、日本の電気鉄道をとりまく技術的な環境が激変したことが見て取れる。
1930年ごろに撮影された写真を用いた絵葉書ではデハ3300形の前照灯が貫通扉に設置され、1930年9月運転開始の超特急「あさひ」に運用されたデハ3300形は貫通扉に大型のヘッドマークを掲げ前照灯が屋根上固定となっている。このことから愛知電気鉄道ではデハ3300形竣工以降の早い時期に前照灯が貫通扉への取り付け式から屋根上中央への固定式に変更されたと考えられ、実際にも1934年5月撮影のデハ3080の写真では前照灯が屋根上に取り付けられている。
またこれと前後して、アメリカ流の片押し式踏面ブレーキを基礎ブレーキ装置に採用していたデハ3080形のグループについて、より大きな制動力が得られる両抱き式への改造工事が1930年代中盤に実施されている。
愛知電気鉄道は1935年8月1日に名古屋以西・以北の各路線を建設していた名岐鉄道と合併し、ここに現在の名古屋鉄道が発足する。その際に各社からの引継車間で形式・車番の競合が発生したことから1941年に形式番号の整理が行われ、デハ3080形・サハ2020形およびデハ3090形は以下のとおり新形式称号の付与と改番が実施された。
デハ3080形デハ3081 - デハ3084・デハ3080・デハ3086 - デハ3089 → モ3200形モ3201 - モ3209
サハ2020形サハ2020 → ク2020形ク2021
デハ3090形デハ3090 → モ3250形（初代）モ3251
また、この改番と前後した時期に、旧愛知電気鉄道・知多鉄道系の車両については塗装が従来の愛知電気鉄道標準色であったマルーンから合併相手である名岐鉄道で標準色であったダークグリーンへ変更されている。
各車とも戦時中に混雑緩和のため扉間のクロスシートがロングシートに改造された。戦後1948年5月16日に名岐線と豊橋線の電圧統一が成って統合、名古屋本線と改称された。本形式はこの時まで豊橋線で特急をはじめとする優等列車に使用された。

#### 1948年から1965年まで
第二次世界大戦後、モ3200形・モ3300形といった愛知電気鉄道由来でHL制御器搭載の半鋼製車電動車各形式は、東西直通の開始に伴い20両が新造された3800系以降の新形車の就役開始で名古屋本線の特急運用から外され、常滑線や河和線などへ運用線区を拡大し、知多鉄道由来の同系車であるモ910形などと共に木造制御車を連結して各線で急行・準急などの速達列車に充当された。
1948年にク2021はモ3200形と同一の機器を用いて電装を実施し、制御車 (Tc) から制御電動車 (Mc) へ車種が変更された。
この改造に際して、主電動機は他のモ3200形と同じWH-556-J6を搭載し集電装置も同様にWH社製S-514-Aを搭載したが、制御器はHL制御器互換の三菱電機CB-10-231を新製の上で搭載した。
これに伴い同車はモ3200形に編入され、以下のとおり改称・改番された。
ク2020形ク2021 → モ3200形モ3210
一方、客用扉にステップを持たない全鋼製試作車のモ3251は戦後、1948年5月の名古屋本線の架線電圧昇圧工事完成とそれに伴う新岐阜 - 豊橋間の直通運転開始で特に需要が増大していた荷物輸送運用へ充当されることになり、青一色に塗装されて旅客車としての形式称号を保ったまま荷物車代用として使用された。ただしこの時代のモ3251の塗装については灰紫色であった、との記述も存在しており、名古屋鉄道の旅客車が濃緑色に塗装されていた当時、青系統の塗料で塗装されていたことはほぼ確実であるものの正確な塗色については明らかになっていない。同車はその後1953年に荷物電車としての専用設計車体へ更新され、デニ2001と改称・改番された。
モ3250形モ3251 → デニ2000形デニ2001
デニ2001は1964年からの3730系新造にあたってボールドウィン84-27-A台車およびWH-556-J6電動機を同系へ供出、これらに代えて三河鉄道由来のモ1101より捻出されたブリル36E台車および三菱電機MB-98-Aを装着した。さらに1966年にはブリル36E台車が3700系のク2703に転用され、今度はデキ801由来のブリル27MCB-1台車が装着された。このような経緯を経て、デハ3090由来のボールドウィン84-27-A台車およびWH-556-J6電動機は3700系・3730系・3770系へ転用された。
その後もデニ2001は名古屋本線で荷物電車として使用され、1969年8月に廃車となった。デニ2001の廃車後は荷物輸送にはモ800形のうち単行運用が可能な両運転台仕様車が充当された。

##### 機器供出と余剰車体の制御車転用
1950年代後半に入ると、監督省庁である運輸省から日本の各私鉄に対し、在籍木造車群について早期の淘汰が強く求められる状況となった。これは火災対策や衝突事故時などの乗客の安全性確保の観点から、燃えやすく脆弱な木造車が危険と判断されたためである。このような状況下で名古屋鉄道においても、当時は未だに多数を保有していた木造車について緩みや腐食などの老朽化が目立つようになっていたことと、それに伴う車両修繕費の増大もあって軽量構造で17 m級の全金属製車体を新造、これに木造車から取り外した、まだ十分使用に耐える主要機器を艤装することで車両製作コストを抑制しつつ速やかな木造車の淘汰を図る計画が立てられた。

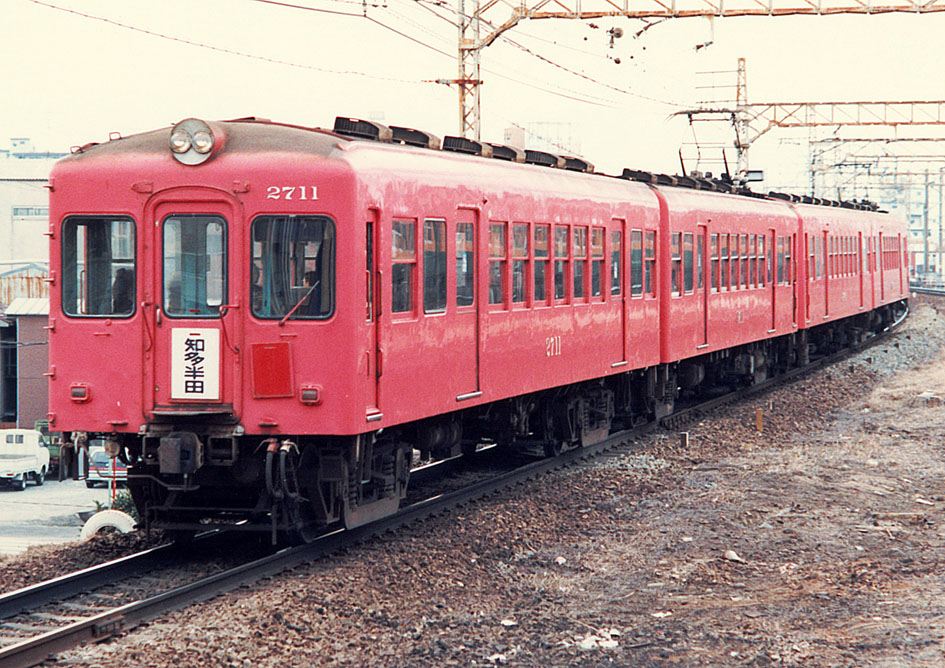
（参考）名古屋鉄道3700系ク2711ほか
木造車各形式やモ3200形などから供出された電装品や台車を流用して製作された車体更新車の第1グループ。同系列に機器を供出したモ3200形3両はク2300形へ改造された。

この車体更新工事により、以後の使用にも耐える主要機器を搭載していた旧愛知電気鉄道電5形・電6形などの木造車各形式の淘汰が実施されたが、最初の車体更新車となった3700系では当初主電動機の非力さを補いAL車並の走行性能を確保するため全電動車方式での車両製作をもくろんだことや、当時沿線のトヨタ自動車工場の通勤客急増で三河線在籍車両の近代化が急務となっていたことなどから、該当木造車群を機器供出元としただけでは必要数に対し電装品をはじめとする主要機器が不足した。このため1959年に3700系の最終増備車としてモ3719 - 3721を新造する際に、それらの木造車と同系の機器を搭載するモ3200形の中からモ3203・3207・3209の3両を選出、これらから3700系へ電装品や台車を供出することで電動車の種車不足を補った。この機器供出で余ったこれら3両分の車体については戦中戦後の酷使で疲弊が深刻であったが、更新修繕の上で低出力などの事情で機器供出対象とならなかった木造車などから流用の旧式台車と組み合わせて制御車 (Tc) へ改造し、これらも木造車の淘汰促進に役立てられることとなった。この改造の際には片運転台化と片隅式運転台の全室式への改造、それらに伴う運転台側乗務員扉の新設と車掌台側乗務員扉の運転台側と同寸の開き戸への変更、運転台を撤去した方の車端部についての車掌台側乗務員扉の撤去と一般的な客用窓の設置、それに段差のついた複雑なモニター屋根構造であった車内天井部の単純な丸屋根への改装など大掛かりな改修が実施されており、以下のようにク2300形（2代）に改称・改番された。
モ3200形モ3203・モ3207・モ3209 → ク2300形ク2301 - ク2303
これら3両の機器供出先となったモ3700形モ3719 - モ3721の内、モ3721については落成時に試作の日本車輌製造ND-502 SIG式トーションバー台車を装着したため、供出されたボールドウィン84-27-A台車を流用しなかった。このため、これら3両については機器供出元と供出先の間の正確な対応関係は明らかとなっていない。
なお、これら3両はこの機器供出で台車を喪ったが、その補充には愛知電気鉄道電5形由来のク2040形が装着していたブリル27MCB-2Xが充当されている。
名古屋鉄道で木造車の淘汰が急速に進行した1960年代中盤になると、モ3200形は新造から40年が経過し車体の疲弊や接客設備の陳腐化が目立ち始めていた。1959年の機器供出時に対象とならなかった7両については1958年・1961年・1962年に更新修繕が実施されたが、7両中6両についてセンターシルとドラフトシルに補強板を鋲接あるいは溶接で装着して補強され、2両については車体両端が垂下、その他各部の腐食が指摘される状況となっていた。また、これらは手動扉車であったため高速運転される本線系統でそのまま使用し続けるには保安面でも問題があり、木造車と同様に車体更新が必要な状況となった。

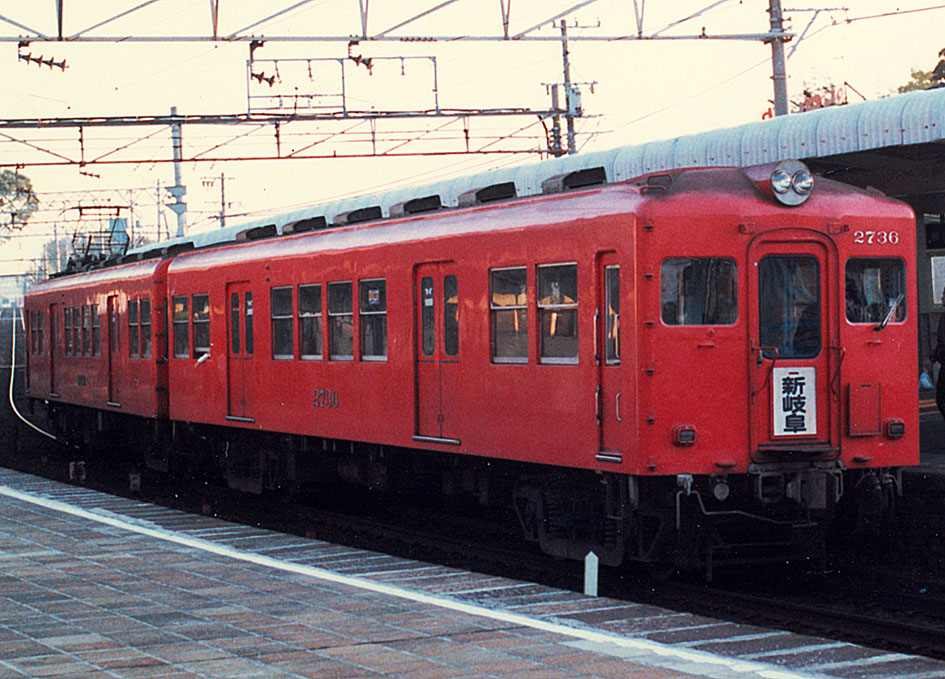
（参考）名古屋鉄道3730系ク2736-モ3736
モ3200形やその他の半鋼製HL車から機器供出を受けて製作された車体更新車第2グループ。同系列へ機器供出したモ3200形7両はク2320形へ改造され、モ3200形は形式消滅となった。なお奥のモ3736は新造以来1980年代に入る頃まで長らくボールドウィン84-27-A台車を装着していた。

そこで、1964年9月にモ3200形のまま残っていた7両について、その電装品や台車などの主要機器が3700系の改良形にあたる3730系へ供出された。
残された車体については上述のとおり状態が良くなかったとされる。それでもその半鋼製車体は、当時600 V電化の支線区を中心に多数が残存していた種々雑多な老朽木造車群と比較すれば安全性の面で格段に有利であった。このためこれら7両の車体は、先に2代目ク2300形へ改造された3両と同様に機器供出後は既に廃車済みの木造車から転用の台車を装着の上で片運転台の制御車であるク2320形へ改造され、当時支線区に残存していた種々雑多な老朽木造車淘汰の原資とされた。
モ3200形モ3201・モ3202・モ3205・モ3204・モ3206・モ3208・モ3210 → ク2320形ク2321 - ク2327
これにより10両全車が機器供出により制御車となったことでモ3200形は形式消滅となった。
なお、これら3730系への機器供出車7両については他の供出元各形式と同様、機器供出元と供出先の正確な対応がまったく判然としない。ただし、台車についてはモ3200形10両とモ3250形1両の合計11両分しか輸入されていないボールドウィン84-27-Aが、1967年8月の現車調査の時点でモ3719・モ3720・モ3731 - モ3737・モ3749・モ3774の11両に装着され全数健在であったことが確認されている。
ク2320形は、車体の内外について大規模な改造・更新工事を実施したク2300形とは異なり運転台は片隅式のままで運転台側乗務員扉の新設を行わず、車掌台側乗務員扉も引き戸のまま残され、客室天井もモニター屋根がそのまま残された。さらには連結面側の旧運転台も主幹制御器やブレーキ制御弁といった機器を撤去しただけで車掌台側乗務員扉を含め乗務員室区画を撤去せずそのままとなっており、大がかりな改修が実施されたク2300形と比較すると総じて簡易な改造に留められた。
これら2形式の制御車は、機器供出の際に別途調達する必要が生じた台車について、心皿荷重上限などの条件を満たす社内中古品の再利用が計られた。
そのため、書類上は当初ク2301を除く全車が鉄道省制式のTR14を装着したことになっていたが、実際にはTR11以降の制式台車が制定されるより前に鉄道作業局や鉄道院で設計製作された台車の統合形式であるTR10や住友金属工業ST-9、ブリル27MCB-1、それに日本車輌製造によるブリル27MCB-1のデッドコピー品である42-84-MCB-1など、本線・支線を問わず淘汰対象車両などからかき集められた種々雑多な台車が装着された。
もっとも、その後の3700・3730・3770・3780系新造計画の進捗に合わせてこれら流用台車の一部が再度供出対象に選ばれたため、再び複雑かつ大規模な台車振り替えが実施され、最終的に以下のとおり廃車となった木造車から捻出された台車が装着されている。
- ク2301

加藤車両製作所製のボールドウィンタイプ形鋼組み立て台車を装着。
- ク2302・ク2322・ク2324

ブリル27MCB-1を装着。
- ク2303・ク2323・ク2325・ク2327

日本車輌製造42-84-MCB-1（ブリル27MCB-1の模倣品）を装着。
- ク2321・ク2326

ブリル27MCB-2Aを装着。27MCB-1と42-84-MCB-1の基礎ブレーキ装置が片押し式の踏面ブレーキであったのに対し、この台車については車輪の前後からシューを締め付ける両抱き式に改造されていた。
この間、1962年にモ3208が事故に遭遇、妻面が大破した。この復旧の際に踏切事故の発生を抑止すべく、運転台の床面高さをかさ上げすることで座席に着座して運転する乗務員の前方見通しを改善しこれにあわせて妻面窓や運転台側側窓の下辺の高さを引き上げる、いわゆる高運転台化改造工事が同車の前後両方の運転台に対して施工されている。この改造では従来のリベット組み立てではなく全て溶接で妻面周辺の組み立てが実施され、併せて妻面周辺のウィンドウシル・ウィンドウヘッダーが省略されている。なお、この高運転台仕様は電装解除によりモ3208がク2326へ改番された後も維持された。
モ3200形全車が電装解除され制御車化された時点では、これらは主要機器を3730系へ供出する前のモ910形やモ3300形・モ3350形といったHL制御仕様の電動車各形式と編成を組み、名古屋本線や直流1,500V電化の支線各線での運用が継続された。この時期には、例えばク2300形3両は電装解除前のモ910形とMc-Mc-Tcの3両編成を組んで運用されていたことが記録されている。

### 瀬戸線時代

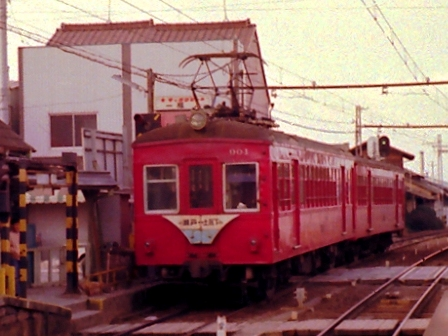
瀬戸線特急車時代のモ900形モ901（左手前）とク2300形ク2301（右奧）。両形式の屋根高さの相違に注意。

名古屋鉄道で木造車が在籍する最後の線区の1つとなった、という事実が示すように、瀬戸線は1960年代中盤当時、路線の一端が名古屋市の都心部に乗り入れるという好条件の下で乗客数が急増していたにもかかわらず、また1948年1月に運用車両のブレーキ整備欠如が原因で急曲線区間において脱線転覆し36名もの死者を出すという痛ましい事故が起きていたにもかかわらず十分な安全対策が行われないまま放置され、1960年代初頭の時点で既に5500系にはじまる冷房付き高性能車の導入が進んでいた名古屋本線などの輸送量の多い他の幹線系線区と比較すると、車両も地上設備も共に体質改善が著しく遅れていた。特に車両については1948年以降の同線では前身である瀬戸電気鉄道からの引継車だけではなく、尾西鉄道や三河鉄道、東美鉄道、そして碧海電気鉄道など名古屋鉄道に統合された中でも傍系に属する各私鉄由来の、当時の運転計画担当者をして『あたかも名鉄創世記の車輛の縮図のような』と後年になって回顧させたほどに種々雑多な車両が運用され、しかも1964年の時点でさえ所属全車がドアエンジンも扉鎖錠装置も持たない、つまり走行中であっても旅客が任意に客用扉を開け放ってしまえるなど保安面で難のある手動扉車であった。
1960年代当時の瀬戸線は名古屋鉄道の本線系統において標準であった直流1,500 V電化ではなく路面電車並の直流600 V電化のままであった。しかも名古屋側のターミナルである堀川 - 東大手の間で国の特別史跡である名古屋城の外堀の中に線路を敷設しており、都心との連絡には大津町での名古屋市電との乗り換えが必須で、実質的に堀川ではなく同駅が名古屋側ターミナルとして機能する状況であった。
また、旧久屋駅付近にあった通称「サンチャインカーブ」（半径3チェーン≒60 m）のように時速20 km/hの速度制限がかかるほどの急カーブが多数存在、さらには戦後になってもなお、本町西方に上下線の列車がここですれ違うことを阻むガントレットが残存するなど、問題が山積していた。
こうした瀬戸線の地上設備改良については、最終的に堀川 - 東大手間の廃止とこれの代替となる地下新線の建設による名古屋市中心部の栄への乗り入れ、それ以外の区間の一部高架化とこれに伴う線形改良、そして瀬戸線全区間の架線電圧の直流1,500 Vへの昇圧実施などによって解決が図られたが、その実現までには計画決定から実に10年以上もの長い時間を要した。
このような状況下で瀬戸線においては種々雑多な小型老朽車、特に安全性に問題の多い木造車の早期一掃を迫られていた。そこで、当時残存していた木造車の代替用として3700系・3730系への機器供出を経て本線系統で遊休状態となっていた16 m級半鋼製制御車、つまり愛知電気鉄道電7形由来のク2300形およびク2320形と知多鉄道デハ910形由来のク2330形が選ばれた。16 m級車であれば急曲線区間の多かった、当時の瀬戸線でも問題なく運用可能であったためである。
こうして1965年から1966年にかけて、これら3形式の瀬戸線への転属措置が順次とられた。その際、3730系への電装品供出後に制御車化された際に交換されたブリル27MCB-2X台車やブリル27MCB-2A台車までもが3730系増備車への再供出対象とされた。
最終的に、ク2300形とク2320形については別途台車を装着して制御車のまま転属し、知多鉄道由来のク2330形については瀬戸線在籍の木造車であるモ600形（初代）などを廃車して捻出された電装品および台車と組み合わせることで再電装され、一方の車端部にのみ運転台を設置する片運転台の制御電動車 (Mc) であるモ900形として転属し、前記2形式とMc-Tcの2両固定編成を組んで運用された。
もっともク2300形およびク2320形は計10両在籍するのに対しモ900形の在籍両数は7両に留まることから、余剰となるク2320形3両についてはモ600形（初代）の増備車で同形式と同様に600V仕様の「デッカーシステム」由来の制御器を搭載する、すなわち再電装後のモ900形と同等の制御器を搭載するモ700形と連結して運用された。
この瀬戸線転用に際しては、ク2300形とク2320形の空気ブレーキが新造以来のM自動空気ブレーキを基本とするACM自動直通ブレーキからそれと同じくWABCO設計でより簡素なSCE非常直通ブレーキに変更されている。
その後、モ900形とク2300形・ク2320形の固定編成はまずク2300形を含む3編成（モ901 - モ903・ク2301 - ク2303）が1966年に新設された瀬戸線特急車として指定された。これに伴い、サービス改善のため各車の客用扉間に設置されていたロングシートの大半を転換式クロスシートに交換してセミクロスシート車に改造し、本線のパノラマカーと同様の逆さ富士形行先・種別表示板を掲げて運用されることになった。この段階ではモ904-ク2324が予備車指定となっていたが、同編成は塗装をスカーレットに変更されただけであった。
この特急は好評で、瀬戸線乗客の増加傾向が見られたことから1968年には増発が実施され、前回と同様にモ900形+ク2320形で3編成6両（モ904 - モ906・ク2322 - ク2324）が特急車として追加指定された。この際にモ900形は全車とも扉間座席を転換クロスシート化されたが、ク2320形は前回予備車指定であったク2324のみ転換クロスシート装備とされた。
この2回に分けて実施された特急車への格上げ改造工事では、ク2300形全車とク2322 - ク2324が連結相手となるモ900形と共にミュージックホーンの取り付けや室内灯の蛍光灯への交換を実施し、順次スカーレットに塗装された。
残るクハ2320形の一般車4両は従来通りダークグリーンのままであった。ただしモ900形を含む編成の中で唯一特急指定から外れたモ907-ク2321については、1972年に一般車仕様のまま塗装がダークグリーンからスカーレットに変更された。つまり瀬戸線でモ900形とペアを組んで運用されたク2300形・ク2320形は特急車指定の有無にかかわらず最終的に7両全車がスカーレットに塗装され、本線のパノラマカーと同様の逆さ富士形行先表示板を妻面に装着して運用されている。さらに後年、揖斐線・谷汲線へ転出したグループについてもダークグリーンからスカーレットへの塗装変更が実施されたため、電7形・附3形由来の10両は全車が少なくとも1度はスカーレット1色に塗装された経歴を持つ。
特急車については1968年7月にモ902-ク2302編成で試験的に窓下に200 mm幅の白帯を巻いたところ好評であったため、他の5編成についてもこの塗装が実施された。また特急車は全車とも客用扉を自動扉化、一部については窓サッシ交換に伴い運転台側妻窓の1枚窓化を実施している。
なお、この特急は1977年3月20日のダイヤ改正で急行に格下げとなり、以後も逆さ富士形の行先表示板はそのまま使用されたが、車体の白帯は格下げ前の1975年頃から順次消されている。
1971年当時の編成は以下の通り。
| モ901 | ク2301 |
| Mc    | Tc     |

| モ902 | ク2302 |
| Mc    | Tc     |

| モ903 | ク2303 |
| Mc    | Tc     |

| モ904 | ク2324 |
| Mc    | Tc     |

| モ905 | ク2322 |
| Mc    | Tc     |

| モ906 | ク2323 |
| Mc    | Tc     |

| モ907 | ク2321 |
| Mc    | Tc     |

| モ704 | ク2325 |
| Mc    | Tc     |

| モ702 | ク2326 |
| Mc    | Tc     |

| モ703 | ク2327 |
| Mc    | Tc     |

だがそうした華々しい運用の一方で、1973年6月より瀬戸線車両の体質改善を目的として、近代的な17 m級全金属製車体を備える3700系10両が主要機器の降圧改造を実施し、本線系統から転入した。これに伴い余剰となった一般車のク2325・ク2327の2両が揖斐線・谷汲線へ転用された。
その後、瀬戸線が栄へ地下線で延長されるのに先行して1978年3月19日に実施された同線の直流600 Vから1,500 Vへの架線電圧昇圧と、これに伴う本線系統からの3780系・3730系の転入、および瀬戸線向けとしては1936年のガソリンカー以来42年ぶりの完全新車となる6600系の新製投入によって、同線在籍のク2300形およびク2320形はペアを組むモ900形とともに全車が瀬戸線運用から撤退した。電動車で車齢の若かったモ900形は、7両全車が当時名鉄グループ傘下にあった北陸鉄道と福井鉄道へ譲渡されたが、制御車かつ最初期の半鋼製車であったク2300形およびク2320形については、ク2300形全車とク2320形ク2321・ク2322・ク2324の合計6両が廃車となった。一方でク2320形の残る2両、つまりロングシートのまま特急に使用されていたク2323と一般車で高運転台仕様のク2326の2両については、揖斐線・谷汲線に転用された。

### 揖斐線・谷汲線時代

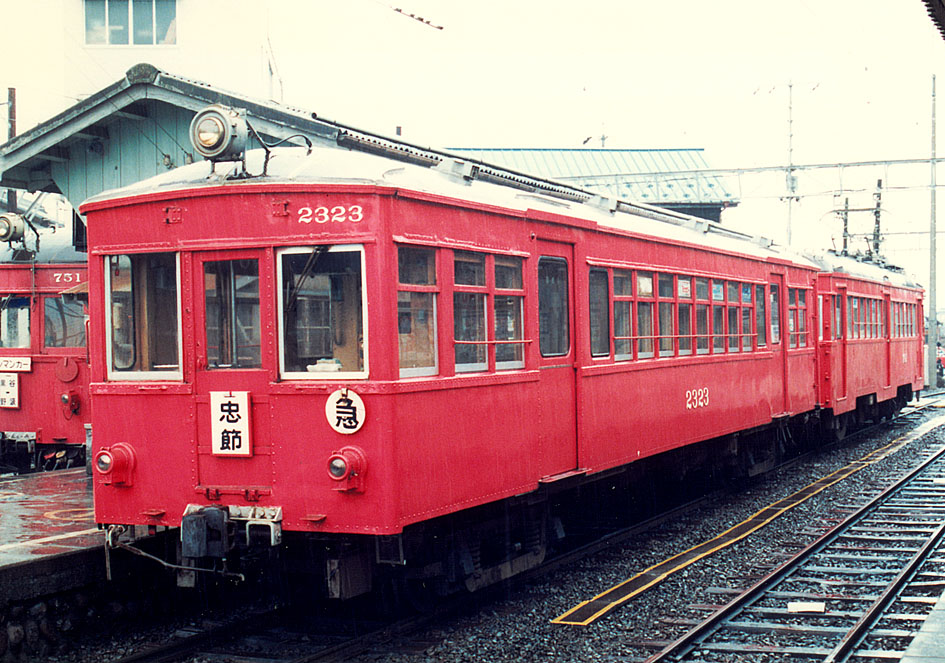
ク2323（旧電7形デハ3080）+モ704 （黒野駅、1988年）

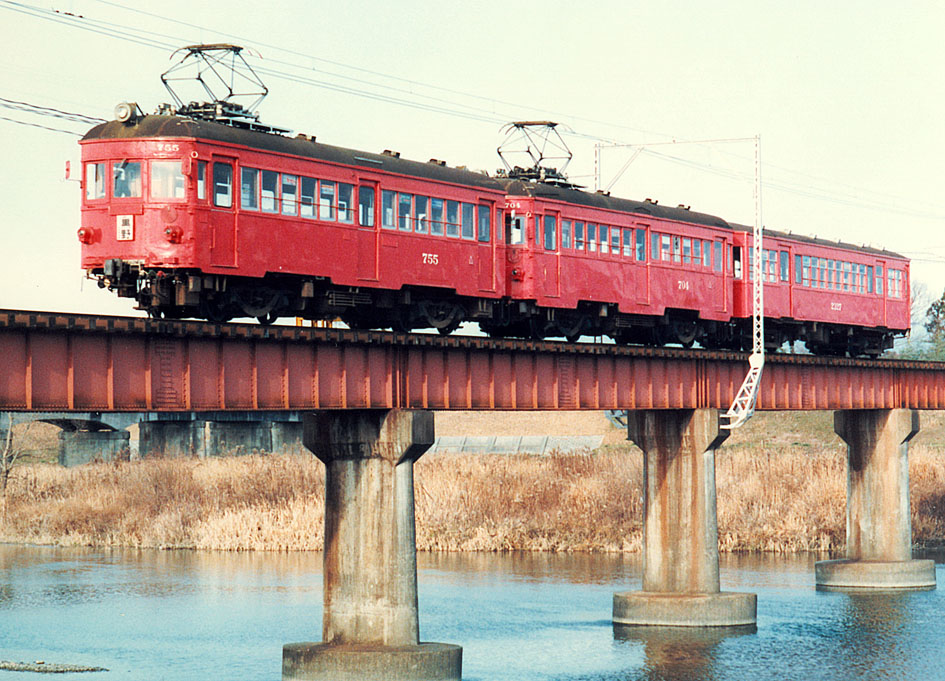
モ750形（左端）およびモ700形（中央）と連結して運用されるク2320形（右端）

揖斐線・谷汲線は瀬戸線と同様に、本線系統のみならず他の各支線とも直接接続せず、岐阜市内線を介して名古屋本線や各務原線と連絡するという立地条件の悪さなどから従前より「名鉄の離れ小島」とまで呼ばれ、モータリゼーションを受けて路線廃止が検討されるほどの状況であった。しかし、起死回生策として1967年より運転を開始した市内線直通急行が一定の成功を収めたことで路線廃止は沙汰止みとなり、1970年代に入ると1965年以降事実上手つかずのまま放置されていた車両の体質改善がようやく実施されることになった。これに伴い、瀬戸線での運用を終えたク2320形が、1973年と1978年の2回に分けて2両ずつ揖斐線・谷汲線に転用された。
特に転用第2陣となったク2323・ク2326は、従来白熱電球を使用していた前照灯が定電圧回路付きのシールドビームへ交換された。また同じ1978年には、直流600 V電化線区用として残存するク2320形全車を対象として客用扉の自動扉化が実施され、あわせて自動ワイパーが妻面の運転台側妻窓に取り付けられている。さらに一部の車両については運転台側妻面窓枠のアルミサッシ化や戸袋窓のHゴム支持化改造工事が実施されている。
揖斐線・谷汲線では、モ750形や片運転台に改造されたモ700形と連結して運用された。しかし、岐阜市内線・揖斐線直通用の新型車両であるモ780形によって置き換えられることになり、1997年4月4日にさよなら運転を実施、全車両が定期運用から離脱した。同年5月20日付で4両全てが廃車となり、形式消滅となった。
なおこれに先立つ形で、モ3200形やモ3250形（初代）からの機器流用で新造された3730系が1996年に全廃されており、結果的に機器供出元となった老朽車両である本形式が、機器供出先でより新しく状態の良い車体を備える3730系の全廃後も約1年にわたって継続使用されるという、特異な状況となった。
愛知電気鉄道における電7形・附3形・デハ3090形としての新造以来71年の長期にわたって使用されたが、保存車はなく現存しない。

## 車歴
電7形・附3形→モ3200形・ク2020形→ク2300形・ク2320形
| 竣工時 形式称号 | 竣工時 記号番号 | 竣工年月  | 名鉄統合時 記号番号 | 改造後 記号番号 （電装） | 改造年月 （電装） | 改造後 記号番号 （電装解除I） | 改造年月 （電装解除I） | 改造年月 （高運転台化） | 改造後 記号番号 （電装解除II） | 改造年月 （電装解除II） | 改造年月 （600V降圧改造） | 改造年月 （特急車 整備I） | 改造年月 （特急車 整備II） | 除籍年月  |
| --------------- | --------------- | --------- | ------------------- | ------------------------ | ----------------- | ----------------------------- | ---------------------- | ----------------------- | ------------------------------ | ----------------------- | ------------------------- | ------------------------- | -------------------------- | --------- |
| 電7形           | デハ3080        | 1926年3月 | モ3205              |                          |                   |                               |                        |                         | ク2323                         | 1964年9月               | 1965年4月                 |                           | 1968年                     | 1997年5月 |
| 電7形           | デハ3081        | 1926年3月 | モ3201              |                          |                   |                               |                        |                         | ク2321                         | 1964年9月               | 1966年2月                 |                           |                            | 1978年3月 |
| 電7形           | デハ3082        | 1926年3月 | モ3202              |                          |                   |                               |                        |                         | ク2322                         | 1964年9月               | 1965年4月                 |                           | 1968年                     | 1978年3月 |
| 電7形           | デハ3083        | 1926年3月 | モ3203              |                          |                   | ク2301                        | 1959年8月              |                         |                                |                         | 1966年                    | 1966年                    |                            | 1978年3月 |
| 電7形           | デハ3084        | 1926年3月 | モ3204              |                          |                   |                               |                        |                         | ク2324                         | 1964年9月               | 1965年4月                 |                           | 1968年                     | 1978年3月 |
| 電7形           | デハ3086        | 1926年3月 | モ3206              |                          |                   |                               |                        |                         | ク2325                         | 1964年9月               | 1965年4月                 |                           |                            | 1997年5月 |
| 電7形           | デハ3087        | 1926年3月 | モ3207              |                          |                   | ク2302                        | 1959年8月              |                         |                                |                         | 1966年                    | 1966年                    |                            | 1978年3月 |
| 電7形           | デハ3088        | 1926年3月 | モ3208              |                          |                   |                               |                        | 1962年                  | ク2326                         | 1964年9月               | 1965年4月                 |                           |                            | 1997年5月 |
| 電7形           | デハ3089        | 1926年3月 | モ3209              |                          |                   | ク2303                        | 1959年8月              |                         |                                |                         | 1966年                    | 1966年                    |                            | 1978年3月 |
| 附3形           | サハ2020        | 1926年3月 | ク2021              | モ3210                   | 1948年            |                               |                        |                         | ク2327                         | 1964年9月               | 1965年4月                 |                           |                            | 1997年5月 |

デハ3090形→モ3250形→デニ2000形
| 竣工時 記号番号 | 竣工年月   | 名鉄統合時 記号番号 | 改造後 記号番号 | 改造年月   | 除籍年月  | 備考         |
| --------------- | ---------- | ------------------- | --------------- | ---------- | --------- | ------------ |
| デハ3090        | 1926年12月 | モ3251              | デニ2001        | 1953年11月 | 1969年8月 | 全鋼製試作車 |